# Hostiansky potok
Hostiansky potok je vodní tok na Slovensku, převážně v okrese Zlaté Moravce, v krátkém úseku na horním toku také v okrese Žarnovica. Je pravostranným přítokem Žitavy. Na toku leží obce Hostie, Topoľčianky, Zlaté Moravce.
Pramení v pohoří Tribeč u osady Penhýbel (obec Veľké Pole) ve výšce kolem 520 m n. m. Tok směřuje  převážně jihojihozápadně. Na středním toku tvoří hranici mezi Tribečem a  Pohronským Inovcem (jeho podcelkem Lehotskou planinou). Dolní tok protéká Požitavskou pahorkatinou. Do Žitavy ústí na jižním okraji města Zlaté Moravce v nadmořské výšce 169 m. Délka je 24,5 km.
Dolní tok (od soutoku s Levešem v Topoľčiankach) je nazýván také Zlatňanka (Zlatnianka). Název je odvozen od rýžování zlata, které bylo ve Zlatňance i Leveši provozováno ve středověku (královské povolení na rýžování zlata rodu Topoľčianských bylo vydáno v roce 1438). I výzkumy ze současnosti výskyt zlata ve formě drobných šupinek a zrn potvrzují.